# Gruž

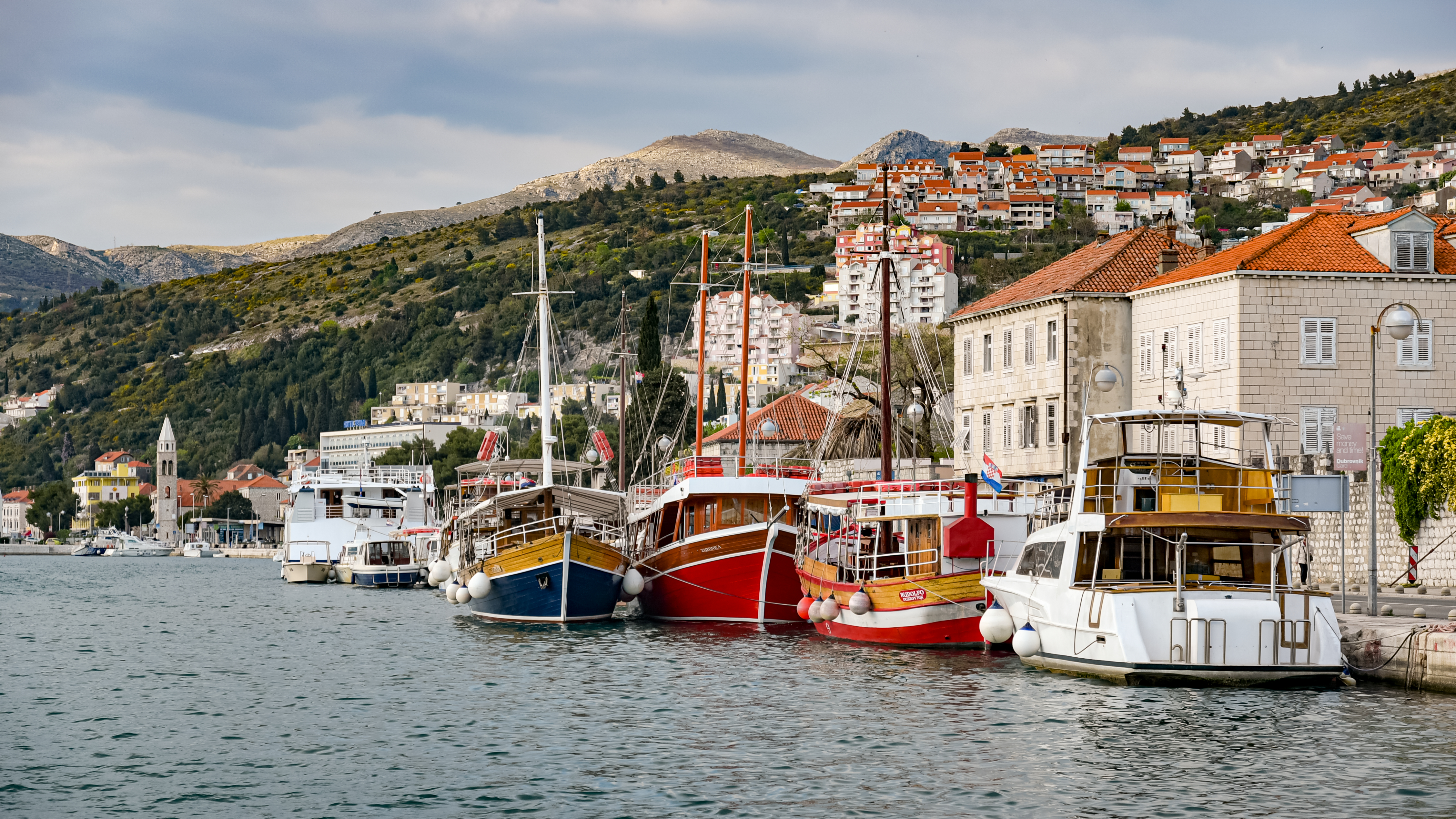
Puerto de Gruž

Gruž (italiano: Gravosa o Santa Croce) es un barrio de Dubrovnik, Croacia. La bahía de Gruž se encuentra el principal puerto de Dubrovnik, su mayor mercado y la estación central de autobuses "Libertas". La población estimada del barrio es de 15 000 habitantes. Después del gran terremoto de 1667, se trasladó y funcionó la República en dicho puerto, las familias nobles construyeron y se instalaron con sendas villas de veraneo, ya que la ciudad antigua en verano, por su construcción y arquitectura de piedra, irradia calores de más de 40º.
Está situado en una bahía natural bien protegida, el puerto está en condiciones para dar cabida a grandes buques de pasajeros, como cruceros.